# Sudetendeutsche Landsmannschaft
Die Sudetendeutsche Landsmannschaft Bundesverband e. V. (SL; tschechisch Sudetoněmecké krajanské sdružení oder Sudetoněmecký landsmanšaft) ist ein deutscher Vertriebenenverband, der mit dem Ziel gegründet wurde, die Interessen der Sudetendeutschen, also der 1945/46 aus der Tschechoslowakei und dort überwiegend aus dem Sudetenland vertriebenen Deutschböhmen und Deutschmährer, zu vertreten. Bundesvorsitzender ist Bernd Posselt, der auch von verschiedenen Organisationen zum Sprecher der sudetendeutschen Volksgruppe gewählt wurde. Die Sudetendeutsche Landsmannschaft ist Mitglied im Bund der Vertriebenen (BdV).

## Organisation
Die Sudetendeutsche Landsmannschaft ist zum einen nach der Herkunft ihrer Mitglieder in „Heimatlandschaften“ und „Heimatkreise“ gegliedert, zum anderen nach dem heutigen Wohnort in Landes-, Kreis- und Ortsgruppen. Gemeinsam mit den sudetendeutschen Heimatvereinigungen vertritt die Landsmannschaft nach eigenen Angaben die Interessen von 250.000 Mitgliedern.
Die SL erhebt den Anspruch, für alle sudetendeutschen Heimatvertriebenen zu sprechen und bindet andere sudetendeutsche Organisationen im Sudetendeutschen Rat ein. Die Mitglieder der SL umfassen heute sowohl die Erlebnis- (vor 1945 Geborene), als auch die Bekenntnis-Generation (nach 1945 Geborene).
Jährlich wird seit 1958 der „Europäische Karlspreis“ vergeben, der (im Unterschied zum Karlspreis der Stadt Aachen) nach dem böhmischen König und römisch-deutschen Kaiser Karl IV. benannt ist.

## Geschichte

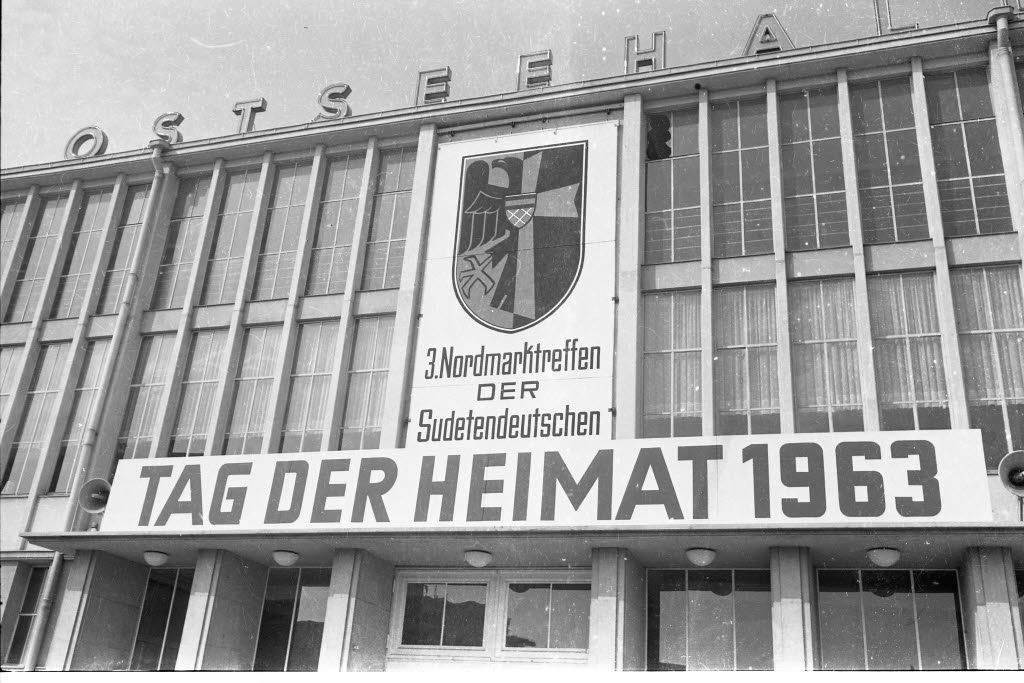
Nordmarktreffen der Sudetendeutschen am Tag der Heimat in der Kieler Ostseehalle (1963)

Nachdem Vertriebene aus Böhmen bereits 1948 eine Kreisgruppe in München und 1949 eine Landesgruppe für Bayern gebildet hatten, gründete sich 1950 die Sudetendeutsche Landsmannschaft als Bundesverband. Nach der Öffnung des Eisernen Vorhangs begann eine zögerliche Annäherung an die alte Heimat, die 2003 mit der Gründung eines sudetendeutschen Büros in der tschechischen Hauptstadt Prag gipfelte.
Mehrere Jahrzehnte wurden die Vorsitzenden der Sudetendeutschen Landsmannschaft von Mitgliedern des Witiko-Bundes gestellt, der sich als „nationale Gesinnungsgemeinschaft der Sudetendeutschen“ versteht.
Jedes Jahr zu Pfingsten wird – in den letzten Jahren häufig – in Augsburg, Nürnberg oder München der Sudetendeutschen-Tag abgehalten; er präsentiert – neben der SL – alle anderen Gruppen, die das kulturelle Erbe pflegen und in die Zukunft tragen wollen. Zunehmend sind auch – insbesondere junge – tschechische Besucher zu verzeichnen.
Die „Bürgervereinigung Sudetendeutsche Landsmannschaft in Böhmen, Mähren und Schlesien“ ist eine tschechische Organisation, die unabhängig von der Sudetendeutschen Landsmannschaft in Deutschland entstand und agiert. Die Anerkennung als Verein wurde ihr anfangs durch das tschechische Innenministerium verwehrt. Begründet wurde dies damit, dass die Ziele der Vereinigung gegen die tschechische Verfassung verstießen. Anfang März 2015 wurde das Verbot der Organisation allerdings vom obersten Gerichtshof in Brünn aufgehoben und der Verein offiziell registriert.
Die Bürgervereinigung unterstützte die Durchsetzung des Rechts auf Heimat (Rückkehranspruch) sowie den Rechtsanspruch auf Restitution ehemaliger Besitztümer und auf Entschädigung. Außerdem setzte sie sich für das Recht auf Erwerb der tschechischen Staatsbürgerschaft für Vertriebene, die Aufhebung der Beneš-Dekrete sowie Kriegsverbrecherprozesse gegen die Verantwortlichen für die Vertreibung der Sudetendeutschen ein.
Die Sudetendeutsche Landsmannschaft distanzierte sich bisher ausdrücklich von dieser tschechischen Gruppe. Um jeder Verwechslungsgefahr vorzubeugen, verbot sie ihr sogar die Nutzung des sudetendeutschen Wappens. Diese Distanzierung ist allerdings innerhalb der Landsmannschaft umstritten.
Am 28. Februar 2015 beschloss die Bundesversammlung der Sudetendeutschen Landsmannschaft in München eine neue Grundsatzerklärung sowie einige Satzungsänderungen. Diese beinhalteten auch die Streichung einiger Paragrafen, in denen die „Wiedergewinnung der Heimat“ und eine „Restitution oder gleichwertige Entschädigung“ gefordert wurden. Während diese Änderungen von einigen Mitgliedern kritisiert und rechtlich angefochten wurden, äußerten sich Politiker in Deutschland und Tschechien großenteils positiv und sprachen von einem Neuanfang. Ob man von einer radikalen Neuausrichtung der Landsmannschaft sprechen kann, ist allerdings umstritten.

## Politische Bedeutung
Traditionell ist die SL personell und programmatisch eng mit der CSU verwoben. Wie andere deutsche Vertriebenenverbände positionierte sich die SL deutlich gegen die Ostpolitik von Willy Brandt und den Verzicht auf deutsche Gebietsansprüche im Zuge der Verhandlungen zur deutschen Einheit. Im Zuge des EU-Beitritts von Tschechien versuchte die SL vergeblich, eine Aufnahme der Tschechischen Republik davon abhängig zu machen, ob die tschechische Regierung die seit 1945 geltenden Beneš-Dekrete aufhebe.

## Vertretung
Die SL hat ihren Sitz in München im Sudetendeutschen Haus an der Hochstraße, in dem auch andere Verbände und Gruppen (etwa der Adalbert-Stifter-Verein und die Sudetendeutsche Akademie der Wissenschaften und Künste) ihren Sitz haben.

## Führung

### Sprecher
- 1950–1959 Rudolf Lodgman von Auen
- 1959–1967 Hans-Christoph Seebohm, DP und CDU
- 1968–1982 Walter Becher, Deutsche Gemeinschaft, GB/BHE, GDP, CSU
- 1982–2000 Franz Neubauer, CSU
- 2000–2008 Johann Böhm, CSU
- seit 2008 Bernd Posselt, CSU

### Bundesvorsitzende
- 1954–1959 Frank Seiboth, ab 1952 GB/BHE, ab 1961 GDP, ab 1967 SPD
- 1959–1975 Franz Böhm
- 1976–1982 Walter Becher, Deutsche Gemeinschaft, GB/BHE, GDP, CSU
- 1982–1987 Jörg Kudlich, CSU
- 1987–2000 Franz Neubauer, CSU
- 2000–2008 Bernd Posselt, CSU
- 2008–2014 Franz Pany, CSU
- seit 2014 Bernd Posselt, CSU

## Gliederungen der SL
Die Sudetendeutschen sind seit der Vertreibung in zweifacher Weise organisiert: Einerseits entsprechend ihrer Herkunftsorte (Heimatgliederung), andererseits entsprechend ihrem heutigen Wohnort (Gebietsgliederung). Die Sudetendeutsche Jugend ist die bundesweite Jugendorganisation der Landsmannschaft.

### Heimatgliederung der SL
Bei der Heimatgliederung unterscheidet man 14 Heimatlandschaften, 81 Heimatkreise und über 2000 Heimatgemeinden.
- Heimatlandschaft Adlergebirge
  - Heimatkreis Friesetal, Heimatkreis Grulicher Ländchen, Heimatkreis Oberes Adlergebirge
- Heimatlandschaft Altvaterland
  - Nordmähren
    - Heimatkreis Bärn, Heimatkreis Mährisch Schönberg, Heimatkreis Römerstadt, Heimatkreis Sternberg

  - Sudetenschlesien
    - Heimatkreis Freiwaldau, Heimatkreis Freudenthal, Heimatkreis Jägerndorf, Heimatkreis Troppau
- Heimatlandschaft Beskidenland
  - Heimatkreis Friedek-Mistek, Heimatkreis Mährisch Ostrau, Heimatkreis Teschen
- Heimatlandschaft Böhmerwald
  - Heimatkreis Bergreichenstein, Heimatkreis Budweis, Heimatkreis Eisenstein-Neuern, Heimatkreis Kaplitz, Heimatkreis Krummau, Heimatkreis Prachatitz
- Heimatlandschaft Egerland
  - Heimatkreis Asch, Heimatkreis Bischofteinitz, Heimatkreis Eger, Heimatkreis Elbogen, Heimatkreis Falkenau, Heimatkreis Graslitz, Heimatkreis Karlsbad, Heimatkreis Luditz, Heimatkreis Marienbad, Heimatkreis Mies/Pilsen, Heimatkreis Neudek, Heimatkreis Plan-Weseritz, Heimatkreis Tachau, Heimatkreis Tepl-Petschau
- Heimatlandschaft Elbetal
  - Heimatkreis Aussig, Heimatkreis Leitmeritz, Heimatkreis Tetschen-Bodenbach
- Heimatlandschaft Erzgebirge-Saazerland
  - Heimatkreis Brüx, Heimatkreis Kaaden-Duppau-Klösterle, Heimatkreis Komotau, Heimatkreis Podersam-Jechnitz, Heimatkreis Preßnitz-Weipert, Heimatkreis Saaz, Heimatkreis Sankt Joachimsthal
- Heimatlandschaft Kuhländchen
  - Heimatkreis Fulnek, Heimatkreis Neutitschein, Heimatkreis Odrau, Heimatkreis Wagstadt
- Heimatlandschaft Mittelgebirge
  - Heimatkreis Bilin, Heimatkreis Dux, Heimatkreis Teplitz-Schönau
- Heimatlandschaft Polzen-Neiße-Niederland
  - Heimatkreis Böhmisch Leipa, Haida, Heimatkreis Dauba, Heimatkreis Deutsch-Gabel/Zwickau, Heimatkreis Friedland, Heimatkreis Gablonz, Heimatkreis Niemes, Heimatkreis Reichenberg, Heimatkreis Rumburg, Heimatkreis Schluckenau, Heimatkreis Warnsdorf
- Heimatlandschaft Riesengebirge
  - Heimatkreis Braunau, Heimatkreis Hohenelbe, Heimatkreis Trautenau
- Heimatlandschaft Schönhengstgau
  - Heimatkreis Hohenstadt-Müglitz, Heimatkreis Landskron, Heimatkreis Mährisch Trübau, Heimatkreis Zwittau
- Heimatlandschaft Südmähren
  - Heimatkreis Neubistritz, Heimatkreis Nikolsburg, Heimatkreis Zlabings, Heimatkreis Znaim
- Sprachinseln in Innerböhmen und Innermähren
  - Sprachinsel Brünn, Sprachinsel Iglau, Sprachinsel Olmütz, Sprachinsel Prag, Sprachinsel Wischau.
  - Die Sprachinsel Budweis wird in der Heimatgliederung der SL zur Landschaft Böhmerwald gerechnet, Pilsen zum Egerland, Mährisch Ostrau zu den Beskiden.